# Bromberg (Austria)
Bromberg es un municipio situado en el distrito de Wiener Neustadt, en el estado de Baja Austria, Austria. Tiene una población estimada, a principios del año 2022, de 1183 habitantes.
Está ubicado al sureste del estado, a poca distancia de la frontera con el estado de Burgenland, al sur de Viena y del río Danubio.